# El Progreso (tỉnh)

El Progreso

El Progreso là một tỉnh của Guatemala. Tỉnh lỵ là Guastatoya còn thành phố lớn nhất là Sanarate.

## Các đô thị
Tỉnh El Progresso gồm các đô thị sau:
1. El Jícaro
2. Guastatoya
3. Morazán
4. San Agustín Acasaguastlán
5. San Antonio La Paz
6. San Cristóbal Acasaguastlán
7. Sanarate
8. Sansare